# Geralt z Rivii
Geralt z Rivii – postać fikcyjna, wiedźmin, główny bohater cyklu powieści i opowiadań Andrzeja Sapkowskiego oraz opartych na nich seriali, gier komputerowych i komiksów.

## Biografia
Geralt był dzieckiem druidki Visenny oraz (prawdopodobnie) wojownika o imieniu Korin (bohaterowie opowiadania Droga, z której się nie wraca) – uczynienie Korina ojcem Geralta nie było pomysłem Sapkowskiego, a twórcy komiksowej adaptacji. Niedługo po narodzinach został oddany wiedźminom z Kaer Morhen. Tam poddany został licznym mutacjom i przeżył Próbę Traw, zyskując nadludzkie zdolności fizyczne i psychiczne. Ponieważ lepiej od innych znosił zmiany związane z mutacjami, dokonywano na nim coraz bardziej niebezpiecznych procedur, wskutek których stracił cały pigment. Ze względu na bladą skórę i białe włosy zyskał przydomek „Biały Wilk”, w starszej mowie – „Gwynbleidd”.
Pomimo swojego przydomku, Geralt najprawdopodobniej nie pochodził z Rivii, lecz nauczył się rivskiego akcentu i został pasowany zgodnie ze swoim przydomkiem przez królową Rivii i Lyrii, Meve, za obronę mostu na Jarudze. Vesemir zachęcał młodych wiedźminów, żeby wybrali sobie przydomki, co miało sprawić, że będą postrzegani jako bardziej godni zaufania. Geralt pierwotnie chciał przedstawiać się jako Geralt Roger Eryk du Haute-Bellegarde, Vesemir wyperswadował mu jednak ten pomysł, twierdząc, że imię jest zbyt śmieszne i pretensjonalne. Ostatecznie zdecydował się na Geralta z Rivii. Wybranie sobie takiego przydomku miało mu też pomóc identyfikować się z jakimkolwiek miejscem.
Ostatecznie Geralt został wiedźminem i wyruszył w świat w poszukiwaniu kolejnych zleceń, jeżdżąc na klaczach, którym zawsze nadawał imię „Płotka”. Z czasem dorobił się przydomku „Rzeźnik z Blaviken”, kiedy w rzeczonej miejscowości zabił w walce Renfri oraz wszystkich członków jej bandy. Podczas podróży poznał trubadura Jaskra, który z czasem został jego przyjacielem. Jakiś czas później, w miejscowości Rinde, spotkał czarodziejkę Yennefer z Vengerbergu, z którą splątał swoje przeznaczenie poprzez życzenie wypowiedziane dżinnowi – Yennefer ostatecznie zostaje jego partnerką.
Nie wierzył w przeznaczenie, dlatego chcąc sprawdzić jego moc, zażądał – zgodnie z wiedźmińską tradycją – nienarodzonego dziecka Pavetty i księcia Duny’ego. Nie zabrał go jednak, gdy okazało się, że dzieckiem tym była dziewczynka. Mimo to, gdy trzykrotnie jego los związał się z Ciri, zaopiekował się dziewczynką i pokochał jak własną córkę. Ze względu na wiedźmińskie mutacje Geralt był bezpłodny i nie mógł mieć własnych dzieci.
Zakończenie ostatniego tomu sagi (Pani Jeziora) pozostawia ostateczny los Geralta niepewnym – nie wiadomo do końca co się z nim stało, czy umarł, czy został jedynie przeteleportowany w miejsce zwane Wyspą Jabłoni. Dodatkową niepewność wprowadza scena spotkania Nimue z Geraltem w Sezonie burz, którą można także różnie interpretować.

## Utwory pochodne

### Ekranizacje
W 2001 roku do kin trafił film Wiedźmin w reżyserii Marka Brodzkiego, stanowiący adaptację opowiadań ze zbiorów Miecz przeznaczenia i Ostatnie życzenie. W 2002 roku Telewizja Polska wyemitowała premierowo trzynastoodcinkowy serial, na podstawie którego rok wcześniej zmontowano film kinowy. Scenarzystą obu produkcji był Michał Szczerbic. W 2019 roku na platformie Netflix zadebiutowała amerykańska serialowa adaptacja, której pierwsza seria również bazuje na wybranych opowiadaniach. Scenarzystami są Lauren Schmidt Hissrich, Declan de Barra, Beau DeMayo, Haily Hall, Jenny Klein, Sneha Koorse i Mike Ostrowski.

### Gry komputerowe
Historia Geralta kontynuowana jest w nienależących do kanonu grach komputerowych stworzonych przez CD Projekt Red: Wiedźmin (2007), Wiedźmin 2: Zabójcy królów (2011), Wiedźmin 3: Dziki Gon (2015) oraz w dodatkach do niej, Serca z kamienia (2015) oraz Krew i wino (2016). Po pięciu latach od swojej rzekomej śmierci, cierpiący na amnezję Geralt powraca do Kaer Morhen. Niedługo później wyrusza w pogoń za przestępcami, którzy ukradli z warowni wiedźmińskie artefakty. W toku fabuły angażuje się w konflikt na tle rasowym i udaje mu się zapobiec skrytobójczemu atakowi na króla Temerii Foltesta, dzięki czemu zyskuje jego zaufanie. W prologu Zabójców królów przypuszczony zostaje kolejny, tym razem udany zamach na władcę, zaś Geralt – będący jedyną osobą, która widziała zajście –zostaje oskarżony o jego zamordowanie. Chcąc oczyścić swoje imię, wyrusza tropem królobójcy, ponownie angażując się w konflikt na tle rasowym. W grach nawiązuje romans z Triss Merigold, stara się również przypomnieć sobie swoje wcześniejsze życie. Udaje mu się rozwiązać tajemnicę królobójstw, jednocześnie odzyskując pamięć. W Dzikim Gonie postanawia odnaleźć swoją ukochaną Yennefer i przybraną córkę Ciri oraz ochronić ją przed Dzikim Gonem.
W ramach współpracy CD Projektu Red z firmami Bandai Namco Entertainment i Capcom, Geralt pojawił się gościnnie jako grywalna postać w grach Soulcalibur VI i Monster Hunter: World. Geralt z Rivii pojawia się również w grach pochodnych od trylogii Wiedźmin: Wiedźmin: Krwawy szlak (2007), Wiedźmin: Versus (2008), Wiedźmin: Gra przygodowa (2014), The Witcher Battle Arena (2015), Wojna krwi: Wiedźmińskie opowieści (2018) i Gwint: Wiedźmińska gra karciana (2018).

### Komiksy
Geralt z Rivii jest bohaterem kilku serii komiksowych. Pierwsza seria, Wiedźmin, ze scenariuszem Macieja Parowskiego, wydawana była w latach 1993–1995, i w większości stanowi adaptację opowiadań ze zbiorów Miecz przeznaczenia i Ostatnie życzenie. Od 2014 roku wydawnictwo Dark Horse wydaje amerykańską serię komiksów Wiedźmin, inspirowaną grami komputerowymi. Scenarzystami komiksów są: Paul Tobin (Dom ze szkła, 2014; Dzieci lisicy, 2015, inspirowane jednym z rozdziałów Sezonu burz), Borys Pugacz-Muraszkiewicz, Karolina Stachyra i Travis Currit (Klątwa kruków, 2016–2017) i Aleksandra Motyka (Córka płomienia, 2018–2019). W 2015 roku ukazały się również komiksy Rachunek sumienia ze scenariuszem Michała Gałka i Jak zabijać potwory ze scenariuszem Paula Tobina, powiązane bezpośrednio z grami Zabójcy królów i Dziki Gon.

## Nawiązania

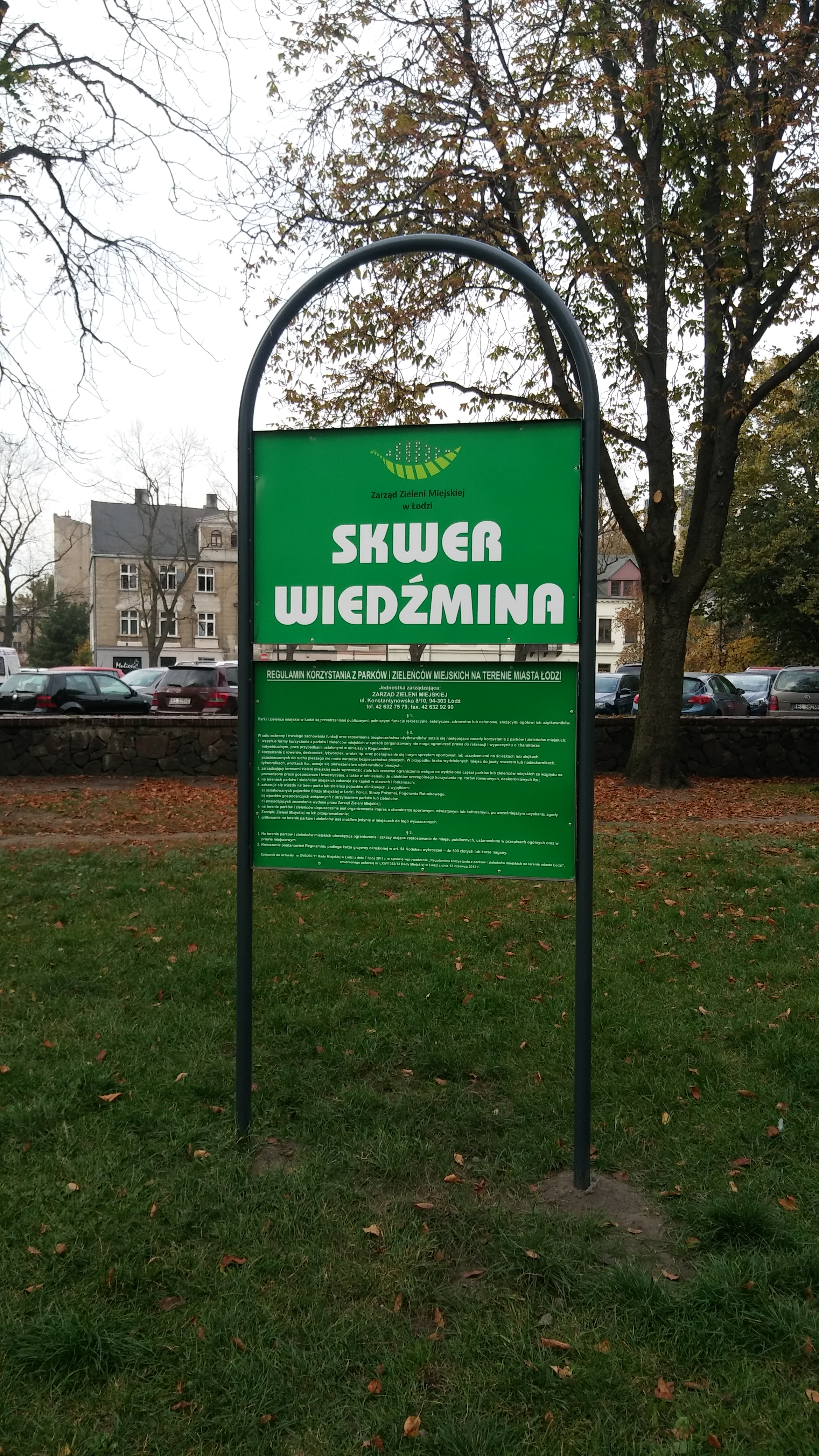
Łódzki Skwer Wiedźmina

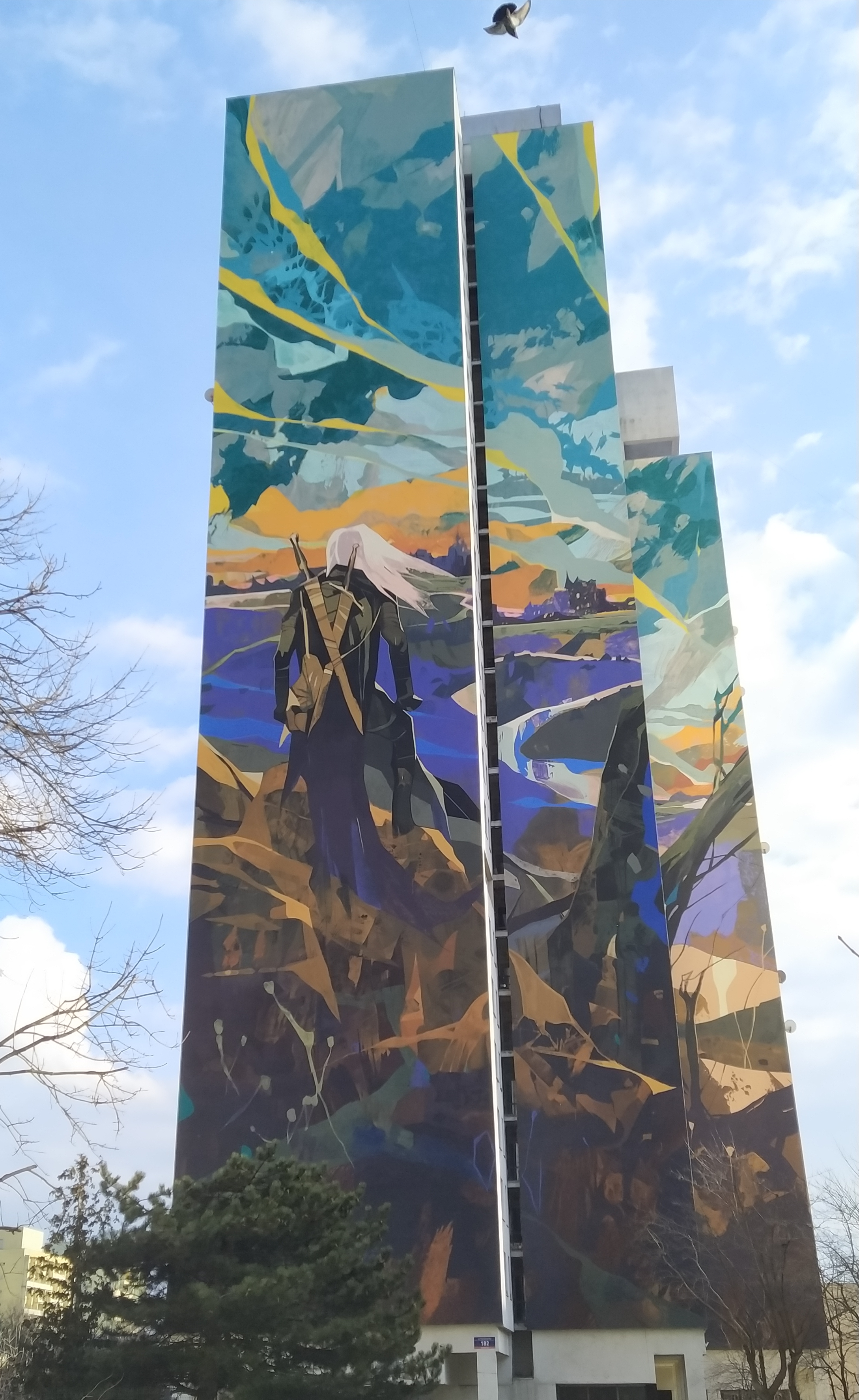
Mural przedstawiający Geralta

W świecie wiedźmina toczy się akcja opowiadań napisanych przez rosyjskich i ukraińskich pisarzy fantasy Opowieści ze świata Wiedźmina oraz opowiadań polskich autorów, wyłonionych w konkursie zorganizowanego przez miesięcznik „Nowa Fantastyka” w 2016 roku Wiedźmin: Szpony i kły.
5 października 2018 roku, z okazji 70. urodzin Andrzeja Sapkowskiego, jeden z łódzkich skwerów położony przy Placu Komuny Paryskiej otrzymał nazwę „Skwer Wiedźmina”. Planowane jest zaaranżowanie placu w konwencji fantasy przez umieszczenie motywów związanych z cyklem wiedźmińskim. Oprócz placu zabaw ma powstać m.in. wypożyczalnia książek, punkt informacji turystycznej oraz kawiarenka.
W październiku 2021 roku w Łodzi przy ul. Piotrkowskiej 182, powstał największy mural w Polsce w momencie ukończenia, przedstawiający Geralta z Rivii, powstały według pomysłu Jakuba Rebelki. Mural ma około 70 m wysokości.

## Odtwórcy roli
Pierwszym odtwórcą Geralta z Rivii był Michał Żebrowski, który wcielił się w tę postać w filmie i w serialu w reżyserii Marka Brodzkiego. W serialu z 2019 roku w Geralta wcielił się Henry Cavill. W kilkuletniego Geralta wcielili się Maciej Łagodziński w wersji Brodzkiego i Tristan Ruggeri (dubbing polski: Julian Skarżyński) w wersji Netfliksa.
W dubbingu do serialu głosu Cavillowi użyczyli: Michał Żebrowski (polski), Jiří Dvořák (czeski), Alexander Doering (niemiecki), Pepe Vilchis (hiszpański latynoamerykański), Guillermo Romero (hiszpański), Adrien Antoine (francuski), Pawan Kalra (hindi), Welker Gábor (węgierski), Gianfranco Miranda (włoski), Hiroki Tōchi (japoński), Guilherme Briggs (portugalski brazylijski), Siergiej Ponomarew (rosyjski), Krin Aksorndee (tajski) i Rıza Karaağaçlı (turecki).
W słuchowiskach zrealizowanych na podstawie cyklu wiedźmińskiego w Geralta wciela się Krzysztof Banaszyk. W grach komputerowych głosu postaci użycza Jacek Rozenek w wersji polskiej, z kolei w wersji angielskiej Doug Cockle. W innych wersjach postać dubbingują: Kazuhiro Yamaji (japońska), Markus Pfeifer (niemiecka), Daniel Lobé (francuska), Sergio Moreno (portugalska brazylijska) oraz Wsiewołod Kuzencow (rosyjska – Zabójcy królów i Dziki Gon) i Władimir Zajcew (Wiedźmin).

## Odbiór postaci
Geralt opisywany bywa jako symbol „neoliberalnego, antypolitycznego” ducha polskiej kultury lat 90. XX wieku – jest profesjonalistą, dla którego najważniejsza jest powinność i niechętnie miesza się w „małostkowe spory” związane z polityką. Marek Oramus porównał Geralta z Rivii do najbardziej rozpoznawalnej postaci stworzonej przez Raymonda Chandlera, Philipa Marlowe’a. W 2018 roku serwis GamesRadar umieścił Geralta na 6. miejscu listy najlepszych bohaterów w historii gier komputerowych.